# Không gian Baire
Không gian Baire là một lớp không gian quan trọng, thuộc lĩnh vực Topo - một chuyên ngành của Toán học. Không gian Baire mang tên  của nhà toán học người Pháp René-Louis Baire, với định lý Phạm trù Baire (Baire category theorem) công bố trong luận văn Tiến sĩ của ông năm 1899.

## Định nghĩa không gian Baire
Một tập con của một không gian topo (X,τ) được gọi là có phần trong rỗng nếu và chỉ nếu nó không chứa bất kì một tập mở khác trống của (X,τ).
Không gian topo (X,τ) được gọi là một không gian Baire nếu như cho bất kì một họ {An} đếm được các tập đóng có phần trong rỗng thì ∪An có phần trong rỗng.
Ví dụ: Q với topo tương đối (topo sinh bởi topo Euclidean trên R) không phải là không gian Baire.

### Một phát biểu khác của định nghĩa không gian Baire
Đây là một phát biểu tương đương, sử dụng họ đếm được các tập mở và trù mật trong X, phát biểu như sau:
Không gian (X,τ) là không gian Baire nếu và chỉ nếu  với bất kì một họ đếm được {Un} các tập mở trù mật trong X thì ∩Un cũng trù mật trong X.

## Các phạm trù Baire
Thuật ngữ phạm trù thứ nhất và phạm trù thứ hai được sử dụng đầu tiên bởi René-Louis Baire.

### Phạm trù thứ nhất
Tập A ⊆ (X,τ) được gọi là thuộc  phạm trù thứ nhất nếu nó là hội của một họ đếm được các tập hợp không đâu trù mật (nowhere dense, nghĩa là bao đóng có phần trong rỗng).

### Phạm trù thứ hai
Tập A ⊆ (X,τ) được gọi là thuộc phạm trù thứ hai nếu nó không thuộc phạm trù thứ nhất.

### Tính chất
Nếu h: X→X  là một đồng phôi giữa E ⊆ X và h(E), thì khi đó E và h(E) cùng một phạm trù.
Một không gian topo (X,τ) là không gian Baire khi và chỉ khi mọi tập mở khác trống của (X,τ) đều là phạm trù thứ hai.

## Định lý phạm trù Baire
Nếu S là một không gian mêtric đầy đủ hoặc là không gian compact địa phương Hausdroff thì S là không gian Baire.

### Chứng minh
Cho V1,V2,V3,...là các tập mở và trù mật trong S, cho B0 là tập mở  (khác rỗng) bất kì trong S. Cần chứng minh (∩Vn)∩B0≠ ∅.

#### Bước 1
Dựa vào tính trù mật của V1 trong S nên V1∩B0≠∅.

#### Bước 2
Tìm tập mở B1 trong S sao cho Cl(B1) ⊆ V1∩B0.
Với S là không gian metric đầy đủ  thì cần tìm B1 thỏa d(x,y)≤1, ∀x,y∈Cl(B1).
Với S là không gian compact địa phương Hausdroff, dùng mệnh đề sau để tìm B1 là tập compact và khác rỗng:
Cho (X,τ) là một không gian Compact địa phương Hausdroff, K là tập compact trong (X,τ) và U là một tập mở của (X,τ) thỏa K ⊆ U. Khi đó, tồn tại tập mở V trong (X,τ) với bao đóng Cl(V) là tập compact và thỏa K ⊆ V ⊆ Cl(V) ⊆ U.

#### Bước 3
Xây dựng các tập mở Bn với n≥2 giống với tính chất của tập B1.
Tìm tập mở B2 thỏa mãn Cl(B2) ⊆ V2∩B1, với d(x,y)≤1/2 ∀x,y∈Cl(B2) khi S là không gian metric đầy đủ hay Cl(B2) là Compact khi S là không gian compact địa phương Hausdroff.
Dựa vào tính chất trù mật của V2 nên V2∩B1≠∅. Cách tìm B2 tương tự cách tìm với B1.
Với cách xây dựng các Bn tương tự, được một dãy tập mở B0, B1, B2, B3,... trong S với B0 ⊇ Cl(B1) ⊇ Cl(B2) ⊇... thỏa Cl(Bn) ⊆ Vn∩Bn-1 ∀n≥1, sao cho d(x,y)≤1/n với S là không gian metric đầy đủ hoặc thỏa Cl(Bn) compact và không rỗng khi S là không gian compact địa phương Hausdroff.

#### Bước 4
Hoàn thành chứng minh, chia thành hai  trường hợp: Với S là không gian compact địa phương Hausdroff,sử dụng lý luận căn bản về các phép toán trên tập hợp, chứng minh (∩Vn)∩B0≠∅.
Với S là quảng đường, chỉ cần chứng minh cho ∩Cl(Bn)≠∅, bằng cách xây dựng một 
dãy Cauchy {xn}, với mỗi n, xn∈Cl(Bn), do tính đầy đủ của S nên dãy {xn} hội tụ về x trong S, do xn∈Cl(Bk), ∀n≥k, suy ra x∈∩Cl(Bn).

## Một vài ứng dụng
- Một hệ quả của định lý phạm trù Baire đã được sử dụng trong chứng minh Nguyên lý ánh xạ mở, một định lý quan trọng trong Giải tích hàm.
- Định lý phạm trù Baire cho thấy rằng tất cả các đa tạp Hausdroff  hữu hạn chiều là không gian Baire.
- Cho một dãy các tập đóng không rỗng lồng nhau K1 ⊇ K2 ⊇...trong không gian metric đầy đủ (X,d). Nếu như diam Kn→0 thì ∩Kn≠∅.
- Cho X là một không gian tôpô. (Y,d) là không gian metric. Cho {fn} là dãy các hàm liên tục từ X vào Y, thỏa mãn fn (x) → f(x) với mọi x thuộc X, với f là ánh xạ từ X vào Y. Khi đó, nếu X là không gian Baire thì tập hợp tất cả các điểm mà f liên tục trù mật trong X.